# 제5공중기동비행단
제5공중기동비행단(第五空中機動飛行團, 5th Air Mobility Wing) 또는 은마부대는 김해국제공항에 주둔하고 있는 대한민국 공군의 항공수송 및 공중급유 비행단이다. 줄여서 5비라고도 부른다.

## 역사
1955년 10월, 대구에서 제5공수비행전대로 창설되었고, 1966년에 제5공수비행단으로 증편되었다. 10월, 미국 공군으로부터 C-54D 스카이마스터 4대를 넘겨받아 은마부대를 창설하였다. 
1967년 7월 1일, 주월한국군사령부 예하 부대에 흩어져 있던 항공수송부대를 한 곳에 모으고 C-46D 코만도 2대를 추가하여 지원부대인 "제55항공수송단"을 창설하였다. 부대는 전술항공지원대, 비행대로 편성되었다. 이듬해 1968년 10월 C-46D 1대를 추가로 배치하였다가, 1970년 5월에 운용하고 있던 모든 C-46D를 퇴역시키고 C-54D로 대채하였다.
1971년 7월 1일 "제5전술공수비행단"으로 개명하였다.
1973년 3월, 은마부대가 해산하였다.(여기서 제5전술공수비행단이 해산된것이 아니라, 예하부대인 제8공수비행대대(은마부대)가 해산되었다는 것임)
2004년 8월 31일, 이라크의 자이툰 부대, 아프가니스탄의 다산 부대과 동의 부대를 지원하기 위해 제58항공수송단 "다이만부대"을 창설하였다. 다이만 부대는 아무런 사고없이 2008년 12월 19일까지 활동하였다.
2013년 7월 2일, 제5전술공수비행단은 부대의 명칭을 작전범위 확대와 해외 임무의 증가에 맞춰 "제5공중기동비행단"(영어: ROKAF 5th Air Mobility Wing)으로 개명하였다.
2016년 1월 1일 공군공중기동정찰사령부 예하로 편입했다.

## 현재 부대
- 제251전술공수비행대대
- 제258전술공수비행대대; 1966년, 창설
- 제259전술공수지원대대
- 제261공중급유비행대대; 2018년 9월, 창설
- 대한민국 공군전투통제반(KCCT); 1978년, 창설

## 기록

### 계보
- 1955년 10월, 제5공수비행전대
- 1966년 9월, 제5공수비행단
- 1971년 7월 1일 제5전술공수비행단
- 2013년 7월 2일, 제5공중기동비행단

### 소속
- 공군본부, 1955년 10월
- 제5혼성비행단, 1955년 10월 15일
- 공군본부, 1957년 10월 15일
- 공군공중기동정찰사령부, 2016년 1월 1일

### 부대
전대
- 제55항공수송단 "은마" - 베트남 전쟁, 1967년 7월 1일 ~ 1973년 3월 15일[2]
- 제56항공수송단 "비마" - 걸프 전쟁, 1991년
- 제57항공수송단  "청마부대" (아프가니스탄 전쟁), 2001년 12월 18일 ~ 2003년 12월 31일
- 제58항공수송단 "다이만부대" (아프가니스탄 전쟁), 2004년 8월 31일 ~ 2008년 12월 19일

대대
- 제256전술공수비행대대

### 항공기
- C-46D 코만도, 1967년 7월 1일 ~ 1970년 5월
- C-54D 스카이마스터, 1955년 10월 ~
- 록히드 C-130 허큘리스
- CASA/IPTN CN-235
- 에어버스 A330 MRTT, 2018년 9월

## 같이 보기
- 해군 수송전대